# クトニア惑星

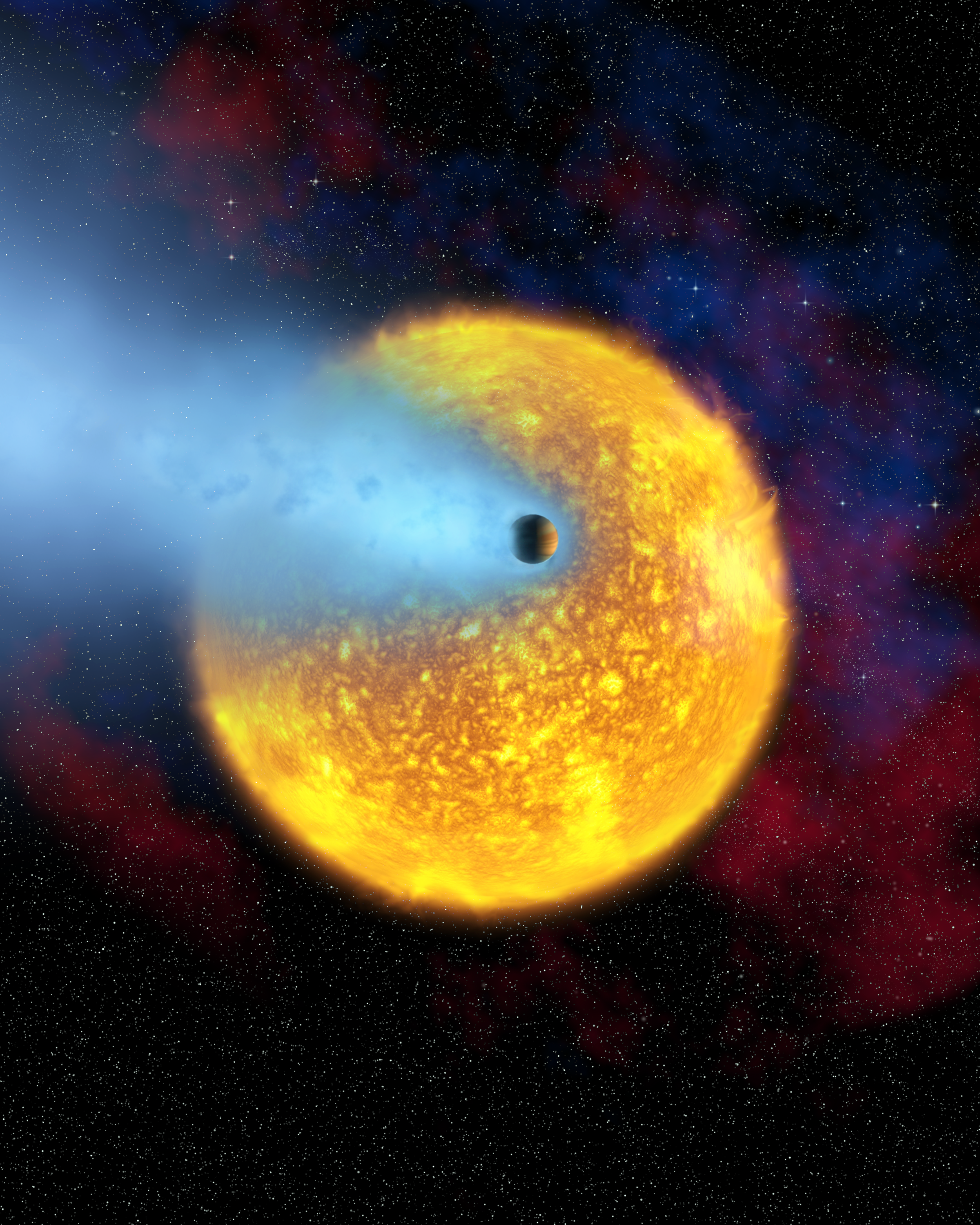
主星の手前を横切るHD 209458 bの想像図。ホット・ジュピターなどの外層の水素やヘリウムが失われることでクトニア惑星が誕生すると考えられている。

クトニア惑星（クトニアわくせい、chthonian planet） とは、巨大ガス惑星の水素とヘリウムの外層が失われることで形成されると言われる仮説上の惑星である。パリ天体物理学研究所のギョーム・エブラールらによって2003年に提唱された。巨大惑星の公転軌道が主星に近すぎる場合に、熱せられた大気が流失し形成されると考えられており、クトニア惑星は蒸発前の惑星の固体コアに相当する。主成分は岩石や金属で、多くの点で地球型惑星と共通した性質を持つ。chthonianとはギリシャ神話における地底・冥界の神々を指す形容詞であり、その語源は古代ギリシア語で「大地」「土」を意味するχθών（クトーン）である。
太陽系外惑星 HD 209458 b は、大気が流出しつつあるホット・ジュピターの例だが、この惑星自体はクトニア惑星ではなく、また、将来クトニア惑星に変化する可能性も低いと見られている。

## 候補天体
- TOI-849 b - 2020年にTESSによって発見された惑星で、直径が地球の約3.4倍、質量は約39倍とされ、平均密度は地球に近い値をとっている[2]。この惑星は、水素やヘリウムの外層が少なく、クトニア惑星であると考えられている。
- CoRoT-7 b - 2009年に発見された惑星で、質量・半径が小さく、主星に接近しているため、この天体が人類が初めて発見したクトニア惑星なのではないかという主張がある[3]。